# Операция «Мэшер / Уайт Уинг»
«Мэ́шер / Уайт Уинг» (англ. Masher/White Wing — «Давилка / Белое крыло») — военная операция, проведённая вооружёнными силами США и их союзников в 1966 году во время Вьетнамской войны.
Основная роль отводилась 3-й бригаде 1-й кавалерийской (аэромобильной) дивизии США, которая к этому времени восполнила тяжёлые потери, понесённые два месяца назад в ходе битвы в долине Йа-Дранг. Схема боевых действий отличалась большой сложностью, так как предусматривала координацию действий подразделений Армии США, Корпуса морской пехоты США, Армии Республики Вьетнам и Армии Республики Корея. Предполагалось окружить и уничтожить 3-ю дивизию Северного Вьетнама на границе между провинциями Биньдинь и Куангнгай, которая одновременно являлась границей между тактическими зонами I и II корпусов Южного Вьетнама.
Операция продолжалась с 28 января по 6 марта 1966 года. Единственное крупное столкновение с противником произошло в её первые дни в посадочной зоне 4 (LZ 4) возле деревни Куньи. В феврале боевые действия переместились в долины Кимсон и Анлао и приняли характер небольших ожесточённых стычек. Тогда же название операции было заменено на «White Wing» («Белое крыло»).
На момент своего проведения операция «Masher»/«White Wing» была крупнейшей военной операцией сил союзников с начала Вьетнамской войны. Интересно отметить, что в составе 1-й кавалерийской дивизии в ней принимали участие те же самые подразделения, которые сражались перед этим в долине Йа-Дранг.